# Pixiu

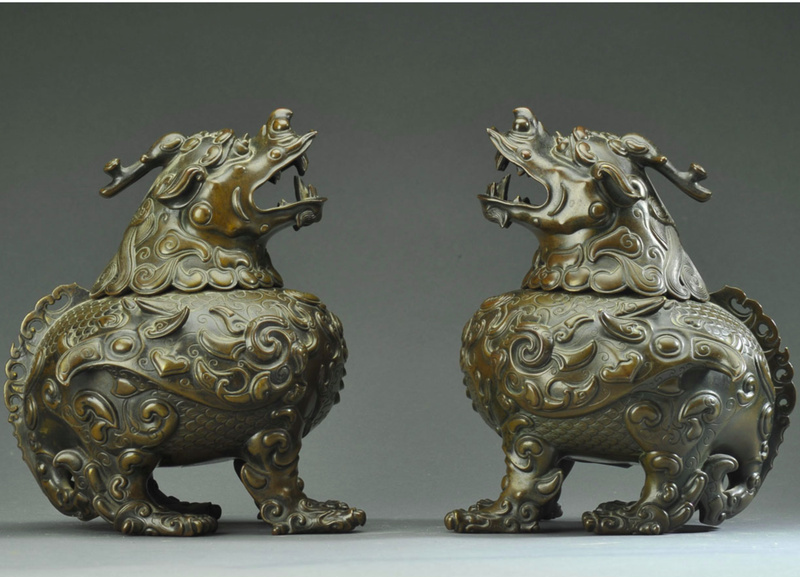

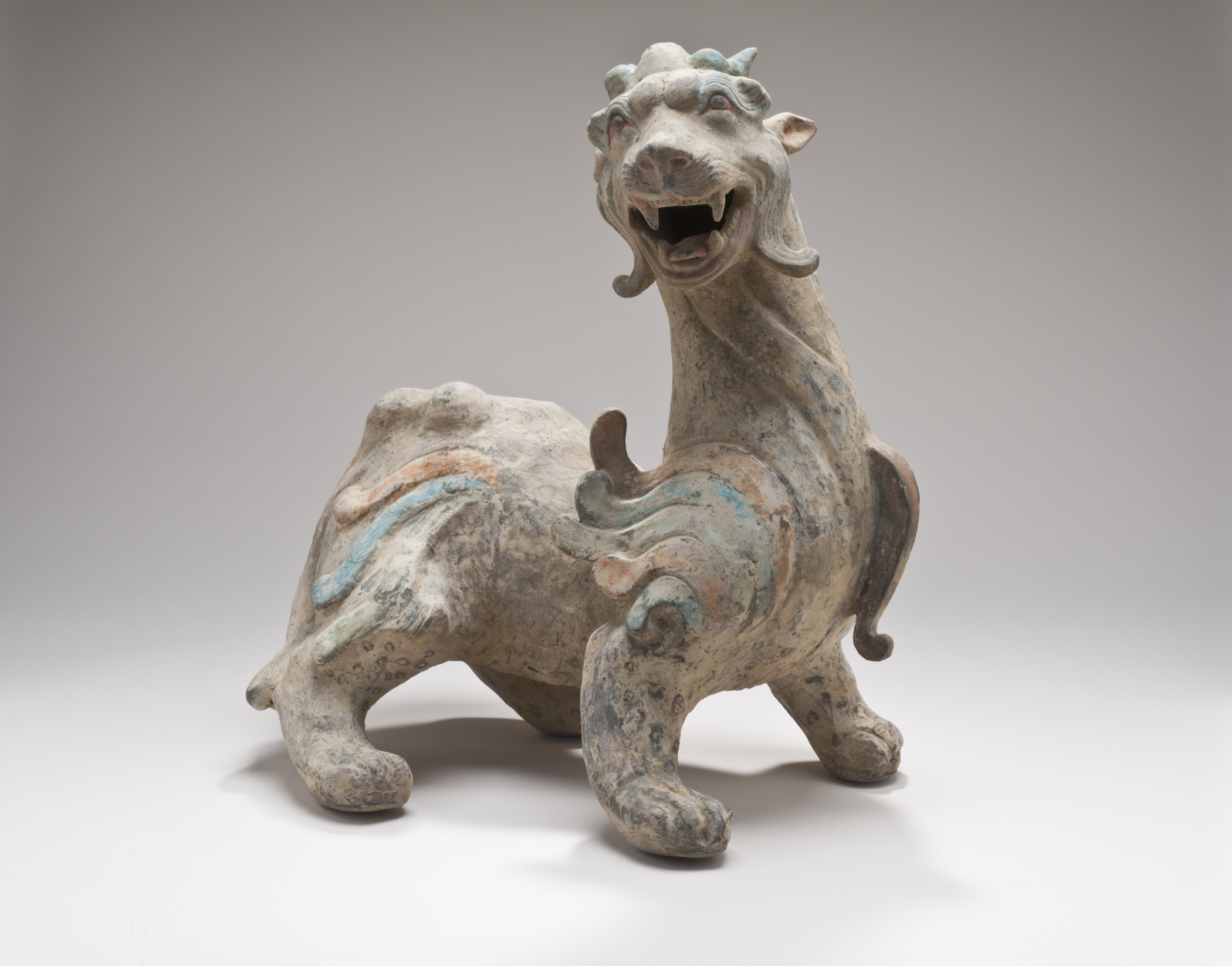

Pixiu (chinês: 貔貅, pinyin: pí xiū), originalmente Bi Xie (辟邪 que evita maus espíritos) é uma criatura híbrida da mitologia chinesa. É considerado um poderoso protetor dos praticantes de Feng Shui. Recorda um leão alado e forte. Pixiu é uma variação anfíbia, particularmente uma criatura influente e auspiciosa para a riqueza. Dizem que  seu apetite é voraz, devorando plantas e joias. Por tanto, tradicionalmente para os chineses, Pixiu sempre é considerado uma criatura auspiciosa e que possui poderes místicos capaz de atrair Cai Qi (財氣 riqueza) de todas as direções. Devido a isto, de acordo com o zodíaco chinês, é especialmente útil para aqueles que temem o mal a cada ano.

## Arquitetura chinesa
Na China, por muitos séculos, foi usada a figura de Pixiu tanto para fatores religiosos, como afastar os maus espíritos dos templos e palácios, quanto para fatores decorativos. Pixiu já se tornou uma figura famosa por estar presente em vários templos e palácios, alguns são as construções mais belas da China.